# Florinas
Florinas – miejscowość i gmina we Włoszech, w regionie Sardynia, w prowincji Sassari. Graniczy z Banari, Cargeghe, Codrongianos, Ittiri, Ossi i Siligo.
Według danych na rok 2004 gminę zamieszkiwały 1573 osoby, 43,7 os./km².